# Sambirania (escarabajo)
Sambirania es un género de escarabajos de la familia Buprestidae.

## Especies
- Sambirania aeneicollis Descarpentries, 1968
- Sambirania brachysoma Obenberger, 1942
- Sambirania dubia Descarpentries, 1968
- Sambirania impedita Descarpentries, 1968
- Sambirania incerta Descarpentries, 1968
- Sambirania inflata Descarpentries, 1968
- Sambirania plagicollis Descarpentries, 1968
- Sambirania rotundipennis Descarpentries, 1968
- Sambirania suspecta Descarpentries, 1968